# 早崎文司
早崎 文司（はやさき ぶんじ、1929年2月13日 - 1996年3月28日）は、広島県出身の俳優。

## 人物・来歴
大阪経済大学卒業。
1954年、宝塚新芸座に入る。星野事務所所属。
1950年代から関西の映画、舞台、テレビに出演していた。
1979年に放送がスタートした『3年B組金八先生』の野村孝一郎教頭役（第4シリーズでは校長）で当たり役を得る。第4シリーズ放送時には体調を崩しており、病気がちという設定で補聴器をつけながら出演した。第4シリーズ最終回放送当日の1996年3月28日に死去。67歳没。

## 映画
- 東海道篭抜け珍道中(1960)
- 七人の敵あり(1961)
- 河内風土記　続おいろけ説法(1961)
- 雲の上団五郎一座(1962)
- これが青春だ!(1966)
- 坊っちゃん社員　青春でつっ走れ！(1967)
- 坊っちゃん社員　青春は俺のものだ！(1967)
- 河内フーテン族(1968)
- 港町紳士録(1979)

## テレビドラマ
- 銀河ドラマ 面影]（1970年、NHK） - 泉
- 連続テレビ小説（NHK）
  - 火の国に（1976年）
  - マー姉ちゃん（1979年） - 夏川 役
  - 澪つくし（1985年） - 岸本 役
  - ノンちゃんの夢（1988年）
- Gメン75（TBS）
  - 第208話「5月26日 絞首刑」（1979年）−滝川万吉
  - 第234話「女たちの拳銃泥棒」（1979年）−捜査三課捜査員
  - 第240話「'80 新春おせち料理毒殺事件」（1980年）−科警研技師
  - 第261話「初夏の夜 女の部屋に忍ぶコソ泥」（1980年）−城南署刑事課課長代理
  - 第305話「ノーパン喫茶 殺人事件」（1981年）−安東（喫茶店経営者）
  - 第311話「裸の女の死体を運ぶ刑事」（1981年）−亀田虎次郎
  - 第325話「帰ってきたラーメン屋刑事」（1981年）
  - 第332話 「原宿・六本木の女を襲う男」（1981年）
- 太陽にほえろ!（NTV）
- ポーラテレビ小説・おゆき（1977年、TBS）：源三
- 必殺仕事人：筆頭同心・早川 （1979年 - 1980年、ABC・松竹）
- 桜中学シリーズ（TBS）：野村孝一郎教頭（後に校長）
  - 3年B組金八先生シリーズ：桜中学教頭→校長 など
    - 第1シリーズ（1979 - 1980年）
    - 第2シリーズ（1980 - 1981年）
    - スペシャル1「贈る言葉」（1982年）
    - スペシャル2「イレ墨をした教え子」（1983年）
    - スペシャル3「小さな嘘」（1984年）
    - スペシャル4「イジメられっ子 金八先生」（1985年）
    - スペシャル5「先生の暴力 生徒の暴力」（1986年）
    - スペシャル6「新・十五歳の母」（1987年）
    - 第4シリーズ（1995 - 1996年） 校長に昇進しており、文部省に出向していた金八を桜中学校に呼び戻す　※遺作

  - 1年B組新八先生 (1980年、TBS)
  - 2年B組仙八先生 (1981年 - 1982年、TBS)
  - 3年B組貫八先生 (1982年 - 1983年、TBS)
- 赤かぶ検事奮戦記 第2シリーズ（1983年、ABC / 松竹）: 岡田警部
- 大河ドラマ（NHK）
  - 徳川家康：松平乗正
  - いのち：曾我
  - 春日局：本多正信
- 宮本武蔵：浄真
- 外科医 城戸修平（TBS / ドリマックス・テレビジョン）
  - 第2話「生命みつめて」（1983年5月17日）
  - 第5話「カルテの死角」（1983年6月7日）
- 青が散る（1983年、TBS）
- 新・松平右近 第17話「浮世絵女の怨み唄」（1983年、NTV / ユニオン映画）- 結城屋番頭・伊兵衛 役
- すみれさんが行く（1985年3月25日、NHK） - 息子
- 男女7人夏物語（1986年、TBS）：桃子の父
- 親子ゲーム（1986年、TBS）：葬儀屋
- 花へんろ（NHK）
- 愛の劇場・妻よ妻よ（TBS）
- 朝の連続ドラマ・おさと（よみうりテレビ系）
- 銀河テレビ小説・総務部総務課山口六平太（1988年7月 - 8月、NHK）：今西欣治課長
- 松本清張サスペンス・結婚式（1989年9月、よみうりテレビ系）
- 京一輪（1989年10月 - 1990年3月、よみうりテレビ系）
- 月影兵庫あばれ旅 第1シリーズ 第4話「生きる為に忘れろ!」（1989年11月3日、TX / 松竹） - 旅籠の亭主
- 火曜サスペンス劇場「顔斬り」（1990年8月7日放送、NTV系 / 磯田事務所） - 新聞社編集長
- 水戸黄門（TBS / C.A.L）
  - 第19部 第23話「謎の用心棒 -飯山-」（1990年3月5日） - 竹造
  - 第21部 第11話「姫君替玉大作戦 -阿蘇-」（1992年6月15日） - 松蔵
  - 第22部 第15話「牢屋に入った黄門様 -広島-」（1993年8月23日） - 久作
- 大岡越前（TBS / C.A.L）
  - 第11部 第24話「非道裁いた怒りの白洲」（1990年10月1日） - 作兵衛
  - 第12部 第23話「駕籠屋が見ていた真犯人」（1992年3月23日） - 六兵衛
- いのち草（1990年10月 - 1991年3月、よみうりテレビ系）
- 月影兵庫あばれ旅 第2シリーズ 第1話「江戸で悪を斬る!」（1990年10月7日、TX / 松竹） - 宇合勘之介
- 愛の劇場・年上でもいいじゃない（1993年、TBS系）
- 世にも奇妙な物語 「にぎやかな食卓」（1994年）- 森田総一郎
- HOTEL 第3シリーズ 第6話「恋の数−1=失恋」（1994年5月19日、TBS / 近藤照男プロダクション） - 三島